# Tricastin kärnteknikcentrum

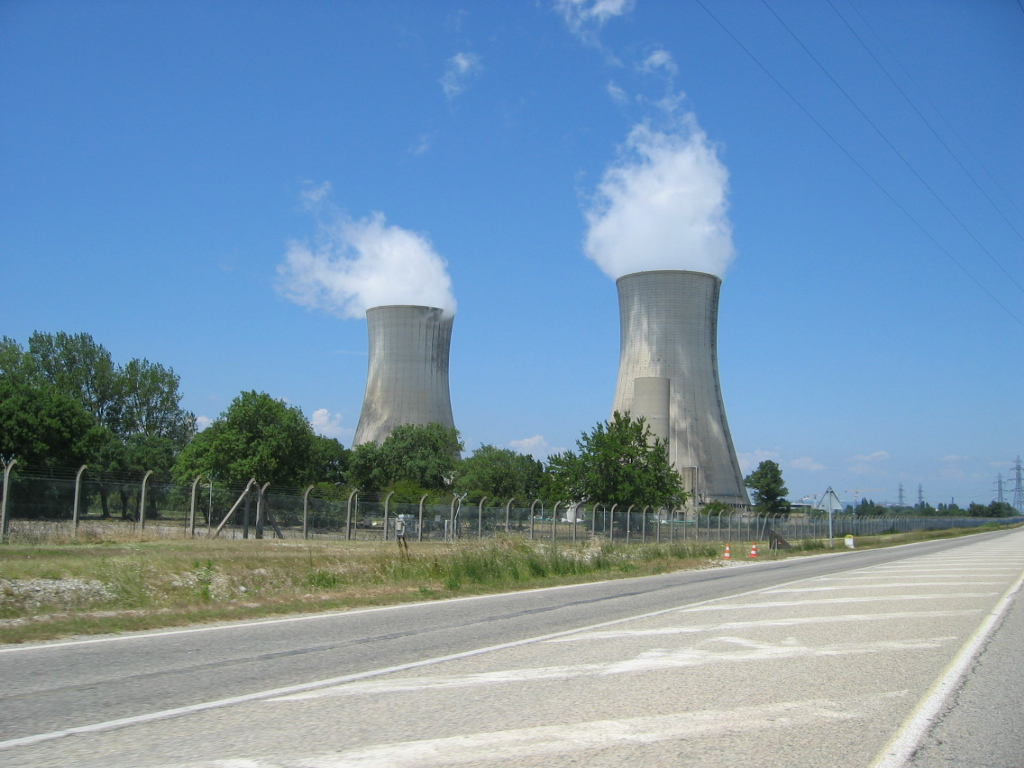
Kyltorn vid Eurodifs anrikningsanläggning.

Tricastin kärnteknikcentrum (fr. site nucléaire du Tricastin) är en grupp kärnteknikanläggningar i södra Frankrike. De ligger vid kanalen Donzère-Mondragon (som ansluter till floden Rhône cirka 70 km från Valence och ca 65 km från Avignon.
Det är ett av världens viktigaste kärnteknikcentra med över 5000 anställda. 
Bland de företag som ingår finns
- Commissariat à l'énergie atomiques (CEA) anläggning för kärnvapen-forskning.
- Kärnkraftverket Tricastin som har fyra tryckvattenreaktorer på vardera 915 MWe (megawatt el).
- Comurhex anläggning för konvertering av uranfluorid.
- Eurodifs anläggning för  urananrikning.

Tricastin blev omtalat i nyhetsmedier i juli 2008 då franska myndigheter meddelade att det av misstag släppts ut 30.000 liter uranlösning med en koncentration av 12 gram naturligt uran per liter, alltså motsvarande 360 kg naturligt uran. Andra franska officiella uttalanden säger att bara 75 kg uran har läckt ut. Uran är en giftig tungmetall förutom att den är radioaktiv.
Miljöministern i Tyskland har krävt att Frankrike tillhandahåller all information om olyckan. Franska myndigheter har förbjudit allt fiske och användandet av vattnet i två näraliggande floder. Vindistriktet Tricastin skiftede efter olyckan, 2010. På tysk wiki slättes informationer om olyckan straks. 